# Igor Biezrodny
Igor Siemionowicz Biezrodny, Bezrodny, ros. Игорь Семёнович Безродный (ur. 7 maja 1930 w Tbilisi, zm. 30 września 1997 w Helsinkach) – radziecki skrzypek i dyrygent.

## Życiorys
Ukończył studia w Konserwatorium Moskiewskim w klasie Abrama Jampolskiego. Laureat I nagrody na Międzynarodowym Konkursie Skrzypcowym im. Jana Kubelíka w Pradze (1949) oraz na Międzynarodowym Konkursie Bachowskim w Lipsku (1950). Od 1957 roku prowadził klasę skrzypiec w Konserwatorium Moskiewskim, w 1972 roku otrzymał tytuł profesora. Występował w trio fortepianowym z Dmitrijem Baszkirowem i Michaiłem Chomicerem. Wielokrotnie koncertował za granicą, w 1947 i 1955 roku wystąpił w Polsce. Od 1970 roku działał także jako dyrygent. W latach 1977–1983 prowadził jako następca Rudolfa Barszaja Moskiewską Orkiestrę Kameralną.